# A-342
La A-342 es una carretera autonómica andaluza que une Cabra con Monturque. Sigue el mismo trazado que seguía la antigua carretera C-336, la cual se extendía además más hacia el este siguiendo el trazado de la antigua carretera autonómica A-340, antes de la construcción de ésta.